# Gare de Varetz
Gare de Varetz vasútállomás Franciaországban, Varetz településen.

## Vasútvonalak
Az állomást az alábbi vasútvonalak érintik:
- Brive-Nexon-vasútvonal

## Kapcsolódó állomások
A vasútállomáshoz az alábbi állomások vannak a legközelebb:
- Gare du Burg
- Gare de Brive-la-Gaillarde